# Diederik van Weel
Diederik David van Weel (* 28. September 1973 in Baarn) ist ein ehemaliger niederländischer Hockeyspieler, der bei den Olympischen Spielen 2000 die Goldmedaille und bei der Weltmeisterschaft 2002 die Bronzemedaille gewann.

## Sportliche Karriere
Der 1,73 m große Verteidiger absolvierte von 1998 bis 2002 insgesamt 60 Länderspiele für die niederländische Nationalmannschaft.
Beim olympischen Hockeyturnier 2000 wirkte er in fünf von sieben Spielen mit, alle in der Vorrunde. Die Niederländer belegten in der Vorrunde den zweiten Platz hinter Pakistan, wobei sie nur durch das gegenüber den Deutschen bessere Torverhältnis ins Halbfinale aufrückten. Im Halbfinale gegen die Briten gewannen die Niederländer genauso durch Penaltyschießen wie im Finale gegen die Südkoreaner. Diederik van Weel erhielt für sein Mitwirken in der Vorrunde ebenfalls die Goldmedaille.
2002 bei der Weltmeisterschaft in Kuala Lumpur belegten die Niederländer in der Vorrunde den zweiten Platz hinter der deutschen Mannschaft. Nach einer 1:4-Halbfinalniederlage gegen Australien gewannen die Niederländer das Spiel um den dritten Platz mit 2:1 gegen Südkorea. Diederik van Weel war in allen neun Spielen dabei, das Spiel um den dritten Platz war sein letztes Länderspiel.
Auf Vereinsebene begann van Weel beim Larensche Mixed Hockey Club und spielte dann beim HC Bloemendaal. 2005 beendete er in Laren seine Erstligakarriere.